# Stelis (insecte)
Ne doit pas être confondu avec Stelis, genre de plantes de la famille des Orchidaceae.
Genre
Stelis est un genre d'insectes hyménoptères de la famille des Megachilidae et de la tribu des Anthidiini. Ce sont des abeilles cleptoparasites. Elles pondent dans le nid d'autres espèces d'abeilles. Elles parasitent notamment les genres Osmia et Hoplitis.

## Liste des espèces rencontrées en Europe
D'après Fauna Europaea (2 aout 2016) :
- Stelis annulata
- Stelis breviuscula
- Stelis franconica
- Stelis hellenica
- Stelis hungarica
- telis iugae
- Stelis minima
- Stelis minuta
- Stelis murina
- Stelis nasuta
- Stelis odontopyga
- Stelis orientalis
- Stelis ornatula
- Stelis pentelica
- Stelis phaeoptera (Kirby, 1802)
- Stelis punctulatissima (Kirby, 1802)
- Stelis rhodia
- Stelis ruficornis
- Stelis scutellaris
- Stelis signata
- Stelis simillima
- Stelis tridentata

Selon Catalogue of Life (23 avril 2019) :
- Stelis abdita Luer
- Stelis acaroi Luer & Hirtz
- Stelis aclyda Luer & Hirtz
- Stelis acostaei Schltr.
- Stelis acrisepala Luer & Hirtz
- Stelis acuifera Lindl.
- Stelis acuminata Luer & Hirtz
- Stelis acuminosa Luer & R.Escobar
- Stelis acutilabia Luer & Hirtz
- Stelis acutula Luer & Hirtz
- Stelis adinostachya Luer & Hirtz
- Stelis adrianae Luer
- Stelis aemula Schltr.
- Stelis aeolica Solano & Soto Arenas
- Stelis aequoris Luer & Hirtz
- Stelis aernbyae Luer & Dalström
- Stelis affinis C.Schweinf.
- Stelis agatha Luer & Hirtz
- Stelis aglochis Luer
- Stelis agonzalezii Luer & Hirtz
- Stelis aguirreae Luer & Sijm
- Stelis alajuelensis Pridgeon & M.W.Chase
- Stelis alba Kunth
- Stelis alfredii Schltr.
- Stelis aligera (Luer & R.Vásquez) Pridgeon & M.W.Chase
- Stelis allenii L.O.Williams
- Stelis alleyoop Luer & R.Escobar
- Stelis alloinfundibulosa J.M.H.Shaw
- Stelis aloisii (Schltr.) Pridgeon & M.W.Chase
- Stelis alta Pridgeon & M.W.Chase
- Stelis alternans Luer & Hirtz
- Stelis amabilis Luer & Hirtz
- Stelis amaliae (Luer & R.Escobar) Pridgeon & M.W.Chase
- Stelis amoena Pridgeon & M.W.Chase
- Stelis amparoana Schltr.
- Stelis amphigena O.Duque
- Stelis anagraciae Archila & Szlach.
- Stelis anchorilabia O.Duque
- Stelis ancistra (Luer & Hirtz) Pridgeon & M.W.Chase
- Stelis anderssonii Luer & Endara
- Stelis andreettae Luer & Hirtz
- Stelis andrei Luer
- Stelis angustifolia Kunth
- Stelis anisopetala O.Duque
- Stelis ann-jesupiae Luer
- Stelis annedamoniae Solano
- Stelis anolis Luer
- Stelis antennata Garay
- Stelis anthracina Luer & Hirtz
- Stelis antillensis Pridgeon & M.W.Chase
- Stelis antioquiensis Schltr.
- Stelis aperta Garay
- Stelis aphidifera Luer & Dalström
- Stelis apiculifera Luer & Hirtz
- Stelis applanata Luer & Hirtz
- Stelis apposita (Luer) Pridgeon & M.W.Chase
- Stelis aprica Lindl.
- Stelis aquinoana Schltr.
- Stelis arbuscula Luer & R.Escobar
- Stelis argentata Lindl.
- Stelis ascendens Lindl.
- Stelis aspera (Ruiz & Pav.) Pers.
- Stelis aspergilliformis Luer & Hirtz
- Stelis asperrima (Luer) Pridgeon & M.W.Chase
- Stelis asplundii Luer & Endara
- Stelis atomacea Luer & R.Escobar
- Stelis atra Lindl.
- Stelis atrobrunnea Schltr.
- Stelis atrocaerulea Luer
- Stelis atroculata Luer & Hirtz
- Stelis atrorubens L.O.Williams
- Stelis atroviolacea Rchb.f.
- Stelis attenuata Lindl.
- Stelis atwoodii (Luer) Pridgeon & M.W.Chase
- Stelis auriculata O.Duque
- Stelis aviceps Lindl.
- Stelis avirostris (Luer & Hirtz) Pridgeon & M.W.Chase
- Stelis azuayensis Luer
- Stelis barbae Schltr.
- Stelis barbellata Luer & Hirtz
- Stelis barbimentosa Luer & Endara
- Stelis barbuda O.Duque
- Stelis batillacea (Luer) Pridgeon & M.W.Chase
- Stelis benzingii Luer & Hirtz
- Stelis bermejoensis Luer & Hirtz
- Stelis bicallosa Schltr.
- Stelis bicarinata Luer & Hirtz
- Stelis bicolor Luer & Hirtz
- Stelis bicornis Lindl.
- Stelis bifalcis (Schltr.) Pridgeon & M.W.Chase
- Stelis bigibba Schltr.
- Stelis binotii De Wild.
- Stelis biserrula Lindl.
- Stelis bivalvis Luer
- Stelis bogotensis Schltr.
- Stelis bolivarensis Luer & Hirtz
- Stelis boliviensis Rolfe
- Stelis bovilinguis Luer & Hirtz
- Stelis braccata Rchb.f. & Warsz.
- Stelis brachiata Luer
- Stelis brachyrachis Luer & Hirtz
- Stelis bracteata Schltr.
- Stelis bracteosa (C.Schweinf.) Pridgeon & M.W.Chase
- Stelis bractescens Garay
- Stelis bradei Schltr.
- Stelis brenesii Schltr.
- Stelis brenneri (Luer) Karremans
- Stelis brevilabris Lindl.
- Stelis brevis Schltr.
- Stelis brevissimicaudata Luer & Hirtz
- Stelis bricenorum G.A.Romero & Luer
- Stelis brittoniana Rolfe
- Stelis brunnea (Dressler) Pridgeon & M.W.Chase
- Stelis bucaramangae (Luer & R.Escobar) Pridgeon & M.W.Chase
- Stelis buccella Luer & Hirtz
- Stelis bucculenta Luer & Hirtz
- Stelis buchtienii Schltr.
- Stelis butcheri Luer
- Stelis buxiflora Luer & Hirtz
- Stelis caesariata Luer & Hirtz
- Stelis caespitosa Lindl.
- Stelis caespitula Luer & R.Escobar
- Stelis cairoensis Luer
- Stelis cajanumae Luer & Hirtz
- Stelis calantha Luer & Hirtz
- Stelis calceolaris Garay
- Stelis calculosa Luer & R.Escobar
- Stelis caldodsonii Luer & R.Escobar
- Stelis caliensis Luer
- Stelis calolemma Luer & Hirtz
- Stelis calothece Schltr.
- Stelis calotricha Schltr.
- Stelis calyptrata Luer & Hirtz
- Stelis campanulifera Lindl.
- Stelis canae (Ames) Pridgeon & M.W.Chase
- Stelis capijumensis Luer & Toscano
- Stelis capillaris Lindl.
- Stelis capitata Luer & Hirtz
- Stelis capsula Luer & Hirtz
- Stelis carcharodonta Carnevali & G.A.Romero
- Stelis carchica Luer & Hirtz
- Stelis carnalis Luer & R.Escobar
- Stelis carnosiflora Ames & C.Schweinf.
- Stelis carnosilabia (A.H.Heller & A.D.Hawkes) Pridgeon & M.W.Chase
- Stelis carnosula Cogn.
- Stelis caroliae Luer
- Stelis carpinterae (Schltr.) Pridgeon & M.W.Chase
- Stelis carta Luer & Hirtz
- Stelis cassidis (Lindl.) Pridgeon & M.W.Chase
- Stelis cauda-equina Luer & R.Vásquez
- Stelis cauliflora (Lindl.) Pridgeon & M.W.Chase
- Stelis caveata O.Duque
- Stelis cavernosa Luer & Hirtz
- Stelis cavernula Luer & Dalström
- Stelis celesticola Luer & Hirtz
- Stelis celsa Luer & Hirtz
- Stelis chaetostoma Luer & Hirtz
- Stelis chamaestelis (Rchb.f.) Garay & Dunst.
- Stelis chasei Luer
- Stelis chemophora Luer & Hirtz
- Stelis chihobensis Ames
- Stelis chlorantha Barb.Rodr.
- Stelis chlorina (Luer) Pridgeon & M.W.Chase
- Stelis chocoensis O.Duque
- Stelis choerorhyncha (Luer) Pridgeon & M.W.Chase
- Stelis choriantha Dod
- Stelis ciliaris Lindl.
- Stelis ciliatissima Luer & Hirtz
- Stelis ciliolata Luer & Dalström
- Stelis cingens Luer & Hirtz
- Stelis cleistogama Schltr.
- Stelis cleistogamoides O.Duque
- Stelis clipeus O.Duque
- Stelis clusaris Luer & Hirtz
- Stelis cobanensis (Schltr.) Pridgeon & M.W.Chase
- Stelis cochlearis Garay
- Stelis cochliops Luer & Hirtz
- Stelis cocornaensis (Luer & R.Escobar) Pridgeon & M.W.Chase
- Stelis coeliaca Luer & Hirtz
- Stelis coelochila Luer
- Stelis coleata Luer & Hirtz
- Stelis collina Schltr.
- Stelis colombiana Ames
- Stelis colorata O.Duque
- Stelis columnaris Lindl.
- Stelis comica O.Duque
- Stelis complanata Luer & F.Werner
- Stelis compressicaulis Luer, Thoerle & F.Werner
- Stelis concava M.R.Miranda, S.G.Furtado & Menini
- Stelis concinna Lindl.
- Stelis condorensis Luer & Hirtz
- Stelis conduplicata Luer, Thoerle & F.Werner
- Stelis congesta Luer & Hirtz
- Stelis conmixta Schltr.
- Stelis conochila (Luer) Pridgeon & M.W.Chase
- Stelis convallaria (Schltr.) Pridgeon & M.W.Chase
- Stelis convoluta (Lindl.) Pridgeon & M.W.Chase
- Stelis cooperi Schltr.
- Stelis copiosa Luer & Hirtz
- Stelis coracina Luer & Hirtz
- Stelis corae Foldats
- Stelis coralloides Luer & Hirtz
- Stelis coriifolia Lindl.
- Stelis corniculata Luer & Hirtz
- Stelis coronaria Luer
- Stelis cosangae (Luer & Hirtz) Pridgeon & M.W.Chase
- Stelis costaricensis Rchb.f.
- Stelis cotyligera Luer & Hirtz
- Stelis cracens Luer & Hirtz
- Stelis crascens Luer & R.Escobar
- Stelis crassilabia Schltr.
- Stelis crenata (Lindl.) Pridgeon & M.W.Chase
- Stelis crenulata O.Duque
- Stelis creodantha Luer & Hirtz
- Stelis crescentiicola Schltr.
- Stelis crinita Luer & Hirtz
- Stelis croatii Luer
- Stelis crossota Luer & Hirtz
- Stelis cruenta O.Duque
- Stelis cryophila Luer & Hirtz
- Stelis cryptopetala Luer & Hirtz
- Stelis crystallina Ames
- Stelis cuatrecasasii (Luer) Pridgeon & M.W.Chase
- Stelis cubensis Schltr.
- Stelis cubicularia Luer & R.Vásquez
- Stelis cucullata Ames
- Stelis cuculligera Schltr.
- Stelis cuencana Schltr.
- Stelis cundinamarcae Schltr.
- Stelis curiosa Luer & R.Escobar
- Stelis cuspidata Ames
- Stelis cutucuensis Luer & Hirtz
- Stelis cyathiflora (C.Schweinf.) Pridgeon & M.W.Chase
- Stelis cyathiformis Luer & Hirtz
- Stelis cycloglossa Schltr.
- Stelis cylindrata Pridgeon & M.W.Chase
- Stelis cylindrica (Luer) Pridgeon & M.W.Chase
- Stelis cymbisepala Pridgeon & M.W.Chase
- Stelis cypripedioides (Luer) Pridgeon & M.W.Chase
- Stelis dactyloptera Rchb.f.
- Stelis dalessandroi Luer
- Stelis dalstroemii Luer
- Stelis dapsilis Pridgeon & M.W.Chase
- Stelis debilis Luer
- Stelis decipiens Schltr.
- Stelis decipula Luer & R.Escobar
- Stelis declivis (Lindl.) Luer
- Stelis decurrens Pridgeon & M.W.Chase
- Stelis decurva Luer
- Stelis delhierroi Luer & Hirtz
- Stelis delicata Luer & Hirtz
- Stelis depauperata Lindl.
- Stelis deregularis Barb.Rodr.
- Stelis desantiagoi Solano & Salazar
- Stelis despectans Schltr.
- Stelis deuteowerneri J.M.H.Shaw
- Stelis deutroadrianae J.M.H.Shaw
- Stelis dialissa Rchb.f.
- Stelis diffusa C.Schweinf.
- Stelis digitata Luer & Hirtz
- Stelis digitifera Luer & R.Escobar
- Stelis dilatata (C.Schweinf.) Pridgeon & M.W.Chase
- Stelis dimidiata Luer & Hirtz
- Stelis diminuta (Luer) Pridgeon & M.W.Chase
- Stelis dirigens Luer & Hirtz
- Stelis discoidea Luer & Dalström
- Stelis discolor Rchb.f.
- Stelis discophylla Luer & Hirtz
- Stelis discrepans Luer, Thoerle & F.Werner
- Stelis dissimulans Luer & Dodson
- Stelis distans Luer & Hirtz
- Stelis disticha Poepp. & Endl.
- Stelis diversifolia Luer & Hirtz
- Stelis dolichantha Luer & Hirtz
- Stelis dolichopus Schltr.
- Stelis domingensis Cogn.
- Stelis donaxopetala Luer
- Stelis dracontea (Luer) Pridgeon & M.W.Chase
- Stelis dressleri Luer
- Stelis drewii Luer & Endara
- Stelis dromedarina Luer & Hirtz
- Stelis duckei E.M.Pessoa & M.Alves
- Stelis dunstervilleorum Foldats
- Stelis dupliciformis C.Schweinf.
- Stelis duquei P.Ortiz
- Stelis dusenii Garay
- Stelis dussii Cogn.
- Stelis ebenea Luer & Hirtz
- Stelis effusa Schltr.
- Stelis efsiella Luer
- Stelis ekmanii Schltr.
- Stelis elatior Lindl.
- Stelis elatissima Luer & Hirtz
- Stelis elegans Cresson, 1864
- Stelis elongata Kunth
- Stelis elongatissima Luer & Hirtz
- Stelis emarginata (Lindl.) Soto Arenas & Solano
- Stelis embreei Luer & Hirtz
- Stelis encephalota Luer & Hirtz
- Stelis entrichota Luer & Hirtz
- Stelis erecta O.Duque
- Stelis erectiflora (Luer) J.M.H.Shaw
- Stelis erucosa (Luer & R.Escobar) Pridgeon & M.W.Chase
- Stelis esmeraldae Luer & Hirtz
- Stelis espinosae Luer & Endara
- Stelis eublepharis Rchb.f.
- Stelis eudialema Luer & Hirtz
- Stelis eugenii Schltr.
- Stelis euglossina Luer & R.Escobar
- Stelis eustylis Luer & Hirtz
- Stelis euthema Luer & R.Escobar
- Stelis exacta Luer & Hirtz
- Stelis exaltata Luer & R.Escobar
- Stelis exasperata Luer
- Stelis excelsa (Garay) Pridgeon & M.W.Chase
- Stelis exigua Luer & Hirtz
- Stelis exilis Luer & Hirtz
- Stelis expansa (Lindl.) Pridgeon & M.W.Chase
- Stelis exquisita Luer
- Stelis fabulosa Luer & Endara
- Stelis falcatiloba (Ames) Bogarín & Serracín
- Stelis falcifera Luer & Hirtz
- Stelis fendleri Lindl.
- Stelis ferrelliae Pridgeon & M.W.Chase
- Stelis filiformis Lindl.
- Stelis filomenoi Schltr.
- Stelis fissurata Luer & Hirtz
- Stelis flacca Rchb.f.
- Stelis flaccida (Klinge) Pridgeon & M.W.Chase
- Stelis flagellaris Luer & Hirtz
- Stelis flagellifera Luer & R.Escobar
- Stelis flava Luer & Hirtz
- Stelis flexa Schltr.
- Stelis flexilis Luer & Hirtz
- Stelis flexuella Luer & R.Escobar
- Stelis flexuosissima Luer & Hirtz
- Stelis floresii Luer & Hirtz
- Stelis florianii Luer
- Stelis floripendens O.Duque
- Stelis foetida O.Duque
- Stelis fonsflorum (Lindl.) Pridgeon & M.W.Chase
- Stelis formosa Luer & Hirtz
- Stelis fornicata (Luer) Pridgeon & M.W.Chase
- Stelis fornix Luer & R.Escobar
- Stelis fortis Luer & Dalström
- Stelis fortunae (Luer & Dressler) Pridgeon & M.W.Chase
- Stelis foveata Lindl.
- Stelis fractiflexa Ames & C.Schweinf.
- Stelis franciscana O.Duque
- Stelis franciscensis Luer & F.Werner
- Stelis fredoniensis O.Duque
- Stelis freyi Luer & Toscano
- Stelis frontinensis O.Duque
- Stelis frutex Schltr.
- Stelis furculifera (Dressler & Bogarín) Bogarín
- Stelis furfuracea F.Lehm. & Kraenzl.
- Stelis galapagosensis Luer & R.Escobar
- Stelis galeata (Lindl.) Pridgeon & M.W.Chase
- Stelis galeola Luer & Hirtz
- Stelis galerasensis (Luer) Pridgeon & M.W.Chase
- Stelis gargantua Pridgeon & M.W.Chase
- Stelis gastrodes Luer & Hirtz
- Stelis gelida (Lindl.) Pridgeon & M.W.Chase
- Stelis gemma Garay
- Stelis gemmulosa Luer & Hirtz
- Stelis gentryi Luer & Dodson
- Stelis genychila Garay
- Stelis gigantea Pridgeon & M.W.Chase
- Stelis gigantissima Luer
- Stelis giraffina Luer & R.Escobar
- Stelis glaberrima Luer & Hirtz
- Stelis glacensis Dod
- Stelis glanduligera Luer & Hirtz
- Stelis glaucus A.Doucette & J.Portilla
- Stelis globiflora Rchb.f.
- Stelis globosa Pridgeon & M.W.Chase
- Stelis globulifera Luer & Hirtz
- Stelis glomerosa Luer
- Stelis gloriae O.Duque
- Stelis glossula Rchb.f.
- Stelis glossulicles Luer & Hirtz
- Stelis glumacea Lindl.
- Stelis gnoma Pridgeon & M.W.Chase
- Stelis gomesii-ferreirae (Pabst) Pridgeon & M.W.Chase
- Stelis gracilifolia C.Schweinf.
- Stelis gracilis Ames
- Stelis grandibracteata C.Schweinf.
- Stelis grandiflora Lindl.
- Stelis gravida Luer & R.Escobar
- Stelis greenwoodii Soto Arenas & Solano
- Stelis grossilabris Rchb.f.
- Stelis guatemalensis Schltr.
- Stelis guerrerensis Soto Arenas & Solano
- Stelis guianensis Rolfe
- Stelis gunningiana (Barb.Rodr.) ined.
- Stelis gustavii O.Duque
- Stelis guttata (Luer) Pridgeon & M.W.Chase
- Stelis habrostachya Luer & Hirtz
- Stelis hagsateri Solano
- Stelis hallii Lindl.
- Stelis haltonii Luer
- Stelis hamiltoniana J.M.H.Shaw
- Stelis hamiltonii (Luer) Pridgeon & M.W.Chase
- Stelis hammelii Luer
- Stelis hansenacea Luer & R.Escobar
- Stelis harlingii (Garay) Pridgeon & M.W.Chase
- Stelis heteroarcuata J.M.H.Shaw
- Stelis heterosepala Schltr.
- Stelis hippocrepica Luer & R.Escobar
- Stelis hirsuta Garay
- Stelis hirtella (Garay) Luer
- Stelis hirtzii Luer
- Stelis hispida Luer & Hirtz
- Stelis hoeijeri Luer & Dalström
- Stelis hoppii Schltr.
- Stelis huilensis O.Duque
- Stelis humboldtina Luer & Hirtz
- Stelis humilis Lindl.
- Stelis hutchisonii D.E.Benn. & Christenson
- Stelis hydra (Karremans & C.M.Sm.) Karremans
- Stelis hydroidea Luer & Hirtz
- Stelis hylophila Rchb.f.
- Stelis hymenantha Schltr.
- Stelis hymenopetala Luer & Endara
- Stelis imbricans Luer & Hirtz
- Stelis iminapensis Rchb.f.
- Stelis immersa (Linden & Rchb.f.) Pridgeon & M.W.Chase
- Stelis immodica Luer & Hirtz
- Stelis impostor Luer & Hirtz
- Stelis imraei (Lindl.) Pridgeon & M.W.Chase
- Stelis inclinata O.Duque
- Stelis index Luer & R.Escobar
- Stelis inflata Luer
- Stelis infundibulosa (Luer) Pridgeon & M.W.Chase
- Stelis ingridiana Luer & Hirtz
- Stelis intermedia Poepp. & Endl.
- Stelis intonsa Luer & Endara
- Stelis ionantha Luer & R.Escobar
- Stelis isthmi Schltr.
- Stelis itatiayae Schltr.
- Stelis iwatsukae T.Hashim.
- Stelis jalapensis (Kraenzl.) Pridgeon & M.W.Chase
- Stelis jamesonii Lindl.
- Stelis jamiesonii (Lindl.) Pridgeon & M.W.Chase
- Stelis janetiae (Luer) Pridgeon & M.W.Chase
- Stelis janus Luer & Hirtz
- Stelis jatunyacuensis Luer & Hirtz
- Stelis jenssenii Urb.
- Stelis jimburae Luer & Hirtz
- Stelis johnsonii Ames
- Stelis juncea Luer & Hirtz
- Stelis juninensis Kraenzl.
- Stelis jurisdixii (Luer & R.Escobar) Pridgeon & M.W.Chase
- Stelis juxta (Luer, Thoerle & F.Werner) J.M.H.Shaw
- Stelis kailae Solano & C.Dietz
- Stelis kareniae Luer
- Stelis kautskyi Luer & Toscano
- Stelis kefersteiniana (Rchb.f.) Pridgeon & M.W.Chase
- Stelis kentii Luer
- Stelis kuijtii Luer & Hirtz
- Stelis laevigata (Lindl.) Pridgeon & M.W.Chase
- Stelis laevis (Luer & Hirtz) Pridgeon & M.W.Chase
- Stelis lamellata Lindl.
- Stelis laminata (Luer) Pridgeon & M.W.Chase
- Stelis lanata Lindl.
- Stelis lancea Lindl.
- Stelis lanceolata (Ruiz & Pav.) Willd.
- Stelis lancifera Luer & R.Escobar
- Stelis langlassei Schltr.
- Stelis lankesteri Ames
- Stelis lanuginosa Luer & Dalström
- Stelis lapinerae Soto Arenas & Solano
- Stelis lapoi Luer & Hirtz
- Stelis lappacea Luer & Teague
- Stelis lasallei Foldats
- Stelis latimarginata Luer & Hirtz
- Stelis latipetala Ames
- Stelis latisepala C.Schweinf.
- Stelis laudabilis Luer & Hirtz
- Stelis laxa Schltr.
- Stelis lehmanneptis (Luer & R.Escobar) Pridgeon & M.W.Chase
- Stelis lehmanniana (Schltr.) Karremans
- Stelis lehmannii Pridgeon & M.W.Chase
- Stelis lentiginosa Lindl.
- Stelis lepidella Luer & Hirtz
- Stelis leptoschesa Luer & Hirtz
- Stelis levicula Luer
- Stelis liberalis Luer & J.Portilla
- Stelis ligulata (Lindl.) Pridgeon & M.W.Chase
- Stelis lijiae Luer & R.Escobar
- Stelis lilliputana Luer & F.Werner
- Stelis limbata Luer & Hirtz
- Stelis lindenii Lindl.
- Stelis lindleyana Cogn.
- Stelis listerophora (Schltr.) Pridgeon & M.W.Chase
- Stelis listrophylla Luer & Hirtz
- Stelis litensis Luer & Hirtz
- Stelis loculifera Luer
- Stelis loefgrenii Cogn.
- Stelis loejtnantii Luer & Endara
- Stelis londonnii O.Duque
- Stelis longipetala O.Duque
- Stelis longipetiolata Ames
- Stelis longiracemosa Schltr.
- Stelis longirepens Carnevali & J.L.Tapia
- Stelis longispicata (L.O.Williams) Pridgeon & M.W.Chase
- Stelis longissima Luer & Hirtz
- Stelis lopezii Luer
- Stelis lorenae Luer
- Stelis loxensis Lindl.
- Stelis lueriana J.M.H.Shaw
- Stelis lugoi Luer & Endara
- Stelis lumbricosa O.Duque
- Stelis lutea Lindl.
- Stelis luteola Luer & Hirtz
- Stelis luteria Luer & Hirtz
- Stelis lynniana Luer
- Stelis macilenta Luer & Hirtz
- Stelis macra Schltr.
- Stelis macrantha Rolfe
- Stelis macrolemma Luer & Endara
- Stelis maculata Pridgeon & M.W.Chase
- Stelis maderoi Schltr.
- Stelis madsenii Luer & Endara
- Stelis maduroi Luer & Sijm
- Stelis magdalenae (Rchb.f.) Pridgeon & M.W.Chase
- Stelis magnicava Dod
- Stelis magnipetala Schltr.
- Stelis major Rchb.f.
- Stelis majorella Luer & Hirtz
- Stelis maloi Luer
- Stelis malvina Luer, Thoerle & F.Werner
- Stelis mammillata Luer & Hirtz
- Stelis mandoniana Schltr.
- Stelis mandonii (Rchb.f.) Pridgeon & M.W.Chase
- Stelis maniola Luer & Hirtz
- Stelis marioi Luer & Hirtz
- Stelis martinezii Solano
- Stelis matula Luer & Hirtz
- Stelis maxima Lindl.
- Stelis maxonii Schltr.
- Stelis medinae Luer & Hirtz
- Stelis megachlamys (Schltr.) Pupulin
- Stelis megalocephala Luer
- Stelis megaloglossa Luer
- Stelis megalops Luer & Hirtz
- Stelis megantha Barb.Rodr.
- Stelis meganthera Luer
- Stelis megapetala Luer
- Stelis megistantha Schltr.
- Stelis melanostele (Luer & R.Vásquez) Pridgeon & M.W.Chase
- Stelis melanoxantha Rchb.f.
- Stelis membranacea Luer & Hirtz
- Stelis memorialis Luer & Hirtz
- Stelis mendietae (Luer, Thoerle & F.Werner) J.M.H.Shaw
- Stelis mendozae Luer
- Stelis mesohybos Schltr.
- Stelis micacea Luer & Hirtz
- Stelis micragrostis Schltr.
- Stelis micrantha (Sw.) Sw.
- Stelis microchila Schltr.
- Stelis micropetala Luer & Hirtz
- Stelis microstigma Rchb.f.
- Stelis microsynema Luer & Hirtz
- Stelis microtatantha Schltr.
- Stelis microtis Rchb.f.
- Stelis milagrensis Luer & Hirtz
- Stelis millenaria Luer
- Stelis minutissima Luer
- Stelis mirabilis Schltr.
- Stelis mirandae Beutelsp. & Mor.-Mol.
- Stelis misera Luer & Hirtz
- Stelis mnemonica Luer & Hirtz
- Stelis mocoana Schltr.
- Stelis modesta Barb.Rodr.
- Stelis modica Luer, Thoerle & F.Werner
- Stelis molaui Luer & Endara
- Stelis molleturensis Luer & Hirtz
- Stelis molleturoi (Luer & Dodson) Pridgeon & M.W.Chase
- Stelis monetaria Luer & R.Escobar
- Stelis monicae Luer & Hirtz
- Stelis moniligera Luer & Hirtz
- Stelis mononeura Lindl.
- Stelis montana L.O.Williams
- Stelis montis-mortensis (Karremans & Bogarín) Bogarín & Karremans
- Stelis morae Luer
- Stelis morganii Dodson & Garay
- Stelis moritzii (Rchb.f.) Pridgeon & M.W.Chase
- Stelis mucronella Luer
- Stelis mucronipetala Schltr.
- Stelis mucrouncata Dod
- Stelis multiflora Luer & Hirtz
- Stelis multirostris (Rchb.f.) Pridgeon & M.W.Chase
- Stelis mundula Luer & Hirtz
- Stelis muscifera Lindl.
- Stelis muscosa Lindl.
- Stelis mystax (Luer) Pridgeon & M.W.Chase
- Stelis mystrion Luer & R.Escobar
- Stelis nagelii Solano
- Stelis nambijae Luer & Hirtz
- Stelis nana Lindl.
- Stelis nanegalensis Lindl.
- Stelis navicularis Garay
- Stelis naviculigera Schltr.
- Stelis neglecta I.Bock & Speckm.
- Stelis neowerneri J.M.H.Shaw
- Stelis nephropetala Schltr.
- Stelis nepotula Luer & Hirtz
- Stelis neudeckeri Luer & Dodson
- Stelis nexipous Garay
- Stelis nigrescens Luer & Hirtz
- Stelis nigriflora (L.O.Williams) Pridgeon & M.W.Chase
- Stelis nikiae Luer & Hirtz
- Stelis ninguida Luer & Dalström
- Stelis nitens Rchb.f.
- Stelis nivalis (Luer) Pridgeon & M.W.Chase
- Stelis nonresupinata Solano & Soto Arenas
- Stelis norae Foldats
- Stelis nubis Ames
- Stelis nutans Lindl.
- Stelis nycterina Luer & Hirtz
- Stelis oaxacana Solano
- Stelis oblonga (Ruiz & Pav.) Willd.
- Stelis oblongifolia Lindl.
- Stelis obovata C.Schweinf.
- Stelis obscurata Rchb.f.
- Stelis obtecta Luer & Dalström
- Stelis odobenella Luer
- Stelis oestlundiana (L.O.Williams) Pridgeon & M.W.Chase
- Stelis oligantha Barb.Rodr.
- Stelis oligoblephara Schltr.
- Stelis opercularis Luer
- Stelis ophioceps Luer & Hirtz
- Stelis opimipetala Luer & Hirtz
- Stelis oreada Luer & Endara
- Stelis orecta Luer & Hirtz
- Stelis orectopus (Luer) Pridgeon & M.W.Chase
- Stelis ornata (Rchb.f.) Pridgeon & M.W.Chase
- Stelis ortegae Luer & Hirtz
- Stelis oscargrouchii Karremans
- Stelis oscitans Luer
- Stelis ottonis Schltr.
- Stelis ovatilabia Schltr.
- Stelis oxypetala Schltr.
- Stelis oxysepala Schltr.
- Stelis pachyglossa (Lindl.) Pridgeon & M.W.Chase
- Stelis pachyphyta Luer & Hirtz
- Stelis pachypus F.Lehm. & Kraenzl.
- Stelis pachyrrhiza Luer & R.Vásquez
- Stelis pachystachya Lindl.
- Stelis pactensis Luer & Hirtz
- Stelis palimmeces Luer & R.Escobar
- Stelis palmeiraensis Barb.Rodr.
- Stelis pan Luer & Hirtz
- Stelis panguiensis Luer & Hirtz
- Stelis paniculata Luer & Hirtz
- Stelis papaquerensis Rchb.f.
- Stelis papilio O.Duque
- Stelis papiliopsis O.Duque
- Stelis papillifera (Rolfe) Pridgeon & M.W.Chase
- Stelis papposa Luer & R.Escobar
- Stelis papulina Luer & Dalström
- Stelis paradisicola Luer & Hirtz
- Stelis paraensis Barb.Rodr.
- Stelis paraguasensis Luer
- Stelis pardipes Rchb.f.
- Stelis parviflora (Ruiz & Pav.) Pers.
- Stelis parvifolia Garay
- Stelis parvilabris Lindl.
- Stelis parvipetala Luer & Hirtz
- Stelis parvula Lindl.
- Stelis pastoensis Schltr.
- Stelis patateensis (Luer) Pridgeon & M.W.Chase
- Stelis patella O.Duque
- Stelis patens Karremans
- Stelis patinaria Luer & Hirtz
- Stelis pauciflora Lindl.
- Stelis pauloensis Hoehne & Schltr.
- Stelis paulula Luer & H.P.Jesup
- Stelis pauxilla Luer & R.Escobar
- Stelis pedanocaulon Luer & Hirtz
- Stelis peduncularis Luer & Hirtz
- Stelis peliochyla Barb.Rodr.
- Stelis pellucida (Luer & Hirtz) Pridgeon & M.W.Chase
- Stelis pelycophora Luer & Hirtz
- Stelis pendens Luer & R.Vásquez
- Stelis pendularis O.Duque
- Stelis pendulata O.Duque
- Stelis pennelliana (Luer) Pridgeon & M.W.Chase
- Stelis perbona Luer & R.Escobar
- Stelis perexigua Luer & Hirtz
- Stelis perparva C.Schweinf.
- Stelis perpusilla Cogn.
- Stelis perpusilliflora Cogn.
- Stelis pertenuis Luer & R.Escobar
- Stelis pertusa I.Jimenéz
- Stelis peruviana Damian & Karremans
- Stelis petiolaris Schltr.
- Stelis petiolata Luer & Hirtz
- Stelis phil-jesupii Luer
- Stelis philargyrus Rchb.f.
- Stelis physoglossa Luer & F.Werner
- Stelis picea Luer & Hirtz
- Stelis pidax (Luer) Karremans
- Stelis piestopus Schltr.
- Stelis pileata (Karremans & Bogarín) Karremans & Bogarín
- Stelis pilifera (Lindl.) Pridgeon & M.W.Chase
- Stelis pilipapillosa O.Duque
- Stelis pilosa Pridgeon & M.W.Chase
- Stelis pilosissima Luer
- Stelis pilostoma (Luer) Pridgeon & M.W.Chase
- Stelis pilulosa Luer, Thoerle & F.Werner
- Stelis pinguis Luer & R.Escobar
- Stelis piperina Lindl.
- Stelis pisinna Luer & Hirtz
- Stelis pittieri (Schltr.) ined.
- Stelis pixie Luer & Hirtz
- Stelis planipetala Ames
- Stelis platypetala Luer & Dalström
- Stelis platystachya Garay & Dunst.
- Stelis platystylis (Schltr.) Solano & Soto Arenas
- Stelis pluriracemosa Luer & Hirtz
- Stelis poculifera Luer & Hirtz
- Stelis pollex Luer & Hirtz
- Stelis polyantha Luer & Hirtz
- Stelis polybotrya Lindl.
- Stelis polycarpica Luer & Hirtz
- Stelis pompalis (Ames) Pridgeon & M.W.Chase
- Stelis popayanensis F.Lehm. & Kraenzl.
- Stelis porpax Rchb.f.
- Stelis portillae Luer & Hirtz
- Stelis possoae (Luer) Karremans
- Stelis potpourri Luer
- Stelis powellii Schltr.
- Stelis praealta (Luer & Hirtz) Pridgeon & M.W.Chase
- Stelis praemorsa Schltr.
- Stelis prava Luer & Hirtz
- Stelis preclara Luer & Hirtz
- Stelis pristis Luer
- Stelis prolata Luer & Hirtz
- Stelis prolificans (Luer & Hirtz) Pridgeon & M.W.Chase
- Stelis prolificosa Luer & Hirtz
- Stelis prolixa (Luer & Hirtz) Pridgeon & M.W.Chase
- Stelis propagans Luer & Hirtz
- Stelis protracta Luer & Hirtz
- Stelis protuberans Luer & Hirtz
- Stelis pseudocheila (Luer & R.Escobar) Pridgeon & M.W.Chase
- Stelis psilantha (Luer) Pridgeon & M.W.Chase
- Stelis pubipetala Luer & Hirtz
- Stelis pudens Luer
- Stelis pugiunculi Lindl.
- Stelis pulchella Kunth
- Stelis pulchra Luer & R.Escobar
- Stelis punctulata (Rchb.f.) Soto Arenas
- Stelis punicea Luer & R.Escobar
- Stelis punoensis C.Schweinf.
- Stelis purdiaei Lindl.
- Stelis purpurascens A.Rich. & Galeotti
- Stelis purpurea (Ruiz & Pav.) Willd.
- Stelis purpurella Luer & Hirtz
- Stelis pusilla Kunth
- Stelis pygmaea Cogn.
- Stelis pyramidalis O.Duque
- Stelis quadrifida (Lex.) Solano & Soto Arenas
- Stelis quinquenervia C.Schweinf.
- Stelis rabei Foldats
- Stelis ramificans Luer & Endara
- Stelis ramonensis Schltr.
- Stelis ramosii Luer
- Stelis ramulosa Luer & Dalström
- Stelis regia Luer, Thoerle & F.Werner
- Stelis regina Luer & Hirtz
- Stelis reitzii Garay
- Stelis remifolia Luer & Hirtz
- Stelis reniformis Luer & Hirtz
- Stelis repens Cogn.
- Stelis reptans Pridgeon & M.W.Chase
- Stelis reptata Luer & R.Escobar
- Stelis restrepioides (Lindl.) Pridgeon & M.W.Chase
- Stelis resupinata (Ames) Pridgeon & M.W.Chase
- Stelis retroversa O.Duque
- Stelis retusa (Lex.) Pridgeon & M.W.Chase
- Stelis retusiloba (C.Schweinf.) Pridgeon & M.W.Chase
- Stelis rhamphosa O.Duque
- Stelis rhodochila Schltr.
- Stelis rhodotantha (Rchb.f.) Pridgeon & M.W.Chase
- Stelis rhombilabia C.Schweinf.
- Stelis rhomboglossa Schltr.
- Stelis rhomboidea Garay
- Stelis rictoria (Rchb.f.) Pridgeon & M.W.Chase
- Stelis rictus O.Duque
- Stelis rimulata Luer & Hirtz
- Stelis ringens Schltr.
- Stelis riozunagensis Luer & Hirtz
- Stelis robusta Schltr.
- Stelis rodrigoi (Luer) Pridgeon & M.W.Chase
- Stelis rosamariae Luer & Hirtz
- Stelis rostrata Luer
- Stelis rostratissima (Luer & J.Portilla) Karremans
- Stelis rosulenta Luer & R.Vásquez
- Stelis rotunda Luer & Hirtz
- Stelis rubens Schltr.
- Stelis rudolphiana Luer & Sijm
- Stelis rufobrunnea (Lindl.) L.O.Williams
- Stelis ruprechtiana Rchb.f.
- Stelis ruris O.Duque
- Stelis rutrum Luer & R.Vásquez
- Stelis saccata Luer & Hirtz
- Stelis salazarii Solano
- Stelis salomonica O.Duque
- Stelis salpingantha (Luer & Hirtz) Pridgeon & M.W.Chase
- Stelis samson Luer & R.Escobar
- Stelis sanchezii Luer & Hirtz
- Stelis sanchoi Ames
- Stelis sanctae-rosae Luer & Hirtz
- Stelis sanguinea Garay
- Stelis sanluisensis Foldats
- Stelis santiagoensis Mansf.
- Stelis santiagoi Luer & Hirtz
- Stelis sarae Luer & Hirtz
- Stelis sarcophylla Luer
- Stelis satyrella Luer & Hirtz
- Stelis satyrica Luer & Hirtz
- Stelis saurocephala Luer & Hirtz
- Stelis saxicola Schltr.
- Stelis scaberula Luer & Hirtz
- Stelis scabrata (Lindl.) Pridgeon & M.W.Chase
- Stelis scabrida Lindl.
- Stelis scalena Luer & Hirtz
- Stelis scansor Rchb.f.
- Stelis scaphoglossa Luer & Hirtz
- Stelis scaphoides O.Duque
- Stelis schenckii Schltr.
- Stelis schistochila Luer & Hirtz
- Stelis schlechteriana Garay
- Stelis schmidtchenii Schltr.
- Stelis schnitteri Schltr.
- Stelis schomburgkii Fawc. & Rendle
- Stelis scitula Luer & Hirtz
- Stelis scolnikiae (Luer & Endara) J.M.H.Shaw
- Stelis scopulosa Luer & Hirtz
- Stelis scutella O.Duque
- Stelis secunda Luer & Dalström
- Stelis segoviensis (Rchb.f.) Pridgeon & M.W.Chase
- Stelis sellaformis O.Duque
- Stelis semperflorens Luer
- Stelis septella Luer
- Stelis septicola Luer & Endara
- Stelis serra Lindl.
- Stelis serrulata (Barb.Rodr.) Pridgeon & M.W.Chase
- Stelis serrulifera Luer & Hirtz
- Stelis sessilis Luer & Toscano
- Stelis setacea Lindl.
- Stelis sijmii Luer
- Stelis silverstonei Luer
- Stelis simacoensis Schltr.
- Stelis simplex (Ames & C.Schweinf.) Pridgeon & M.W.Chase
- Stelis simplicilabia (C.Schweinf.) Pridgeon & M.W.Chase
- Stelis singularis Luer & Hirtz
- Stelis siphonantha (Luer) Pridgeon & M.W.Chase
- Stelis situlifera Luer & Hirtz
- Stelis skutchii Ames
- Stelis soconuscana Solano
- Stelis somnolenta Luer & Hirtz
- Stelis soricina Luer & Hirtz
- Stelis sororcula Luer & Hirtz
- Stelis sotoarenasii Solano
- Stelis sparsiflora Luer & Hirtz
- Stelis spathosa (Luer & R.Escobar) Pridgeon & M.W.Chase
- Stelis spathulata Poepp. & Endl.
- Stelis speckmaieri Luer & Sijm
- Stelis standleyi Ames
- Stelis stapedia O.Duque
- Stelis steganopus Garay
- Stelis stelidiopsis (Luer) Pridgeon & M.W.Chase
- Stelis stenophylla Rchb.f.
- Stelis stephanii B.Steud.
- Stelis stergiosii (Carnevali & I.Ramírez) Karremans
- Stelis stevensonii Luer
- Stelis steyermarkii Foldats
- Stelis stiriosa Luer & Dalström
- Stelis storkii Ames
- Stelis strictissima Luer & Hirtz
- Stelis striolata Lindl.
- Stelis strobilacea Luer
- Stelis subinconspicua Schltr.
- Stelis subtilis Luer & Dalström
- Stelis suinii (Luer) J.M.H.Shaw
- Stelis sulcata O.Duque
- Stelis sumacoensis Luer & Hirtz
- Stelis superbiens Lindl.
- Stelis supervivens Luer & Hirtz
- Stelis surrogatilabia Luer & Hirtz
- Stelis susanensis (Hoehne) Pridgeon & M.W.Chase
- Stelis synsepala Cogn.
- Stelis tachirensis Foldats
- Stelis tanythrix Luer & Hirtz
- Stelis tarantula (Luer & Hirtz) Pridgeon & M.W.Chase
- Stelis tarda Luer & Hirtz
- Stelis taurina O.Duque
- Stelis taxis (Luer) Pridgeon & M.W.Chase
- Stelis teaguei Luer & Hirtz
- Stelis tempestuosa Luer & Hirtz
- Stelis tenebrosa (Archila, Szlach. & Chiron) Karremans
- Stelis tenuicaulis Lindl.
- Stelis tenuifolia Luer & Hirtz
- Stelis tenuilabris Lindl.
- Stelis tenuipetala Garay
- Stelis tenuissima Schltr.
- Stelis tepuiensis (Carnevali & I.Ramírez) Karremans
- Stelis tetramera Luer
- Stelis thamiostachya Luer & Endara
- Stelis thecoglossa Rchb.f.
- Stelis thelephora Luer, Thoerle & F.Werner
- Stelis thermophila Schltr.
- Stelis thoerleae Luer
- Stelis thomasiae (Luer) Pridgeon & M.W.Chase
- Stelis thymochila (Luer) Pridgeon & M.W.Chase
- Stelis tintinnabula (Luer) Pridgeon & M.W.Chase
- Stelis tobarii Luer & Hirtz
- Stelis tonduziana Schltr.
- Stelis tortilis (Luer & R.Escobar) Pridgeon & M.W.Chase
- Stelis tortuosa Luer & Hirtz
- Stelis translucens Luer & Hirtz
- Stelis transversalis Ames
- Stelis triangulabia Ames
- Stelis triangularis Barb.Rodr.
- Stelis triangulisepala C.Schweinf.
- Stelis triapiculata Dod
- Stelis triaristata Luer
- Stelis tricardium Lindl.
- Stelis trichoglottis Luer & Dodson
- Stelis trichorrhachis Rchb.f.
- Stelis trichostoma (Luer) Pridgeon & M.W.Chase
- Stelis tricula Luer & Hirtz
- Stelis tridactyloides Luer & Hirtz
- Stelis tridactylon Luer
- Stelis tridentata Lindl.
- Stelis trilobata O.Duque
- Stelis trimera Luer
- Stelis triplex Luer & Hirtz
- Stelis triplicata Lindl.
- Stelis tristyla Lindl.
- Stelis tropex Luer & Endara
- Stelis trulla (Rchb.f. & Warsz.) Pridgeon & M.W.Chase
- Stelis trullilabia Luer & R.Escobar
- Stelis truncata Lindl.
- Stelis tryssa Luer & R.Escobar
- Stelis tumida Luer & Hirtz
- Stelis tunguraguae (F.Lehm. & Kraenzl.) Pridgeon & M.W.Chase
- Stelis tweedieana Lindl.
- Stelis tyria Luer, Thoerle & F.Werner
- Stelis umbelliformis Hespenh. & Dressler
- Stelis umbonis Luer & Hirtz
- Stelis umbriae Schltr.
- Stelis uncifera Luer & Hirtz
- Stelis uncinata Pridgeon & M.W.Chase
- Stelis undecimi Luer & F.Werner
- Stelis undulata Luer & Hirtz
- Stelis uniflora Luer & Hirtz
- Stelis uninervia C.Schweinf.
- Stelis valladolidensis Luer & D'Aless.
- Stelis valvulosa Luer & R.Escobar
- Stelis vargasii (C.Schweinf.) Pridgeon & M.W.Chase
- Stelis vasqueziana Karremans
- Stelis vegrandis (Luer & Dodson) Pridgeon & M.W.Chase
- Stelis velaticaulis (Rchb.f.) Pridgeon & M.W.Chase
- Stelis velivolva Luer & Hirtz
- Stelis velutina Lindl.
- Stelis venezuelensis Foldats
- Stelis venosa Luer & Endara
- Stelis veracrucensis Solano
- Stelis veraguasensis Luer
- Stelis verbiformis (Luer) Pridgeon & M.W.Chase
- Stelis verecunda Schltr.
- Stelis vesca Luer & Hirtz
- Stelis vespertina Solano & Soto Arenas
- Stelis vestita Ames
- Stelis viamontis Luer & Hirtz
- Stelis vigax Luer & R.Escobar
- Stelis villifera Luer
- Stelis villosa (Knowles & Westc.) Pridgeon & M.W.Chase
- Stelis villosilabia Luer & Hirtz
- Stelis violacea Garay
- Stelis virens Schltr.
- Stelis virgata (Luer) Pridgeon & M.W.Chase
- Stelis virgulata Schltr.
- Stelis viridibrunnea F.Lehm. & Kraenzl.
- Stelis viridiflava (Karremans & Bogarín) Karremans & Bogarín
- Stelis viridula Luer
- Stelis vollesii Luer & Dodson
- Stelis voluptuosa Luer & R.Escobar
- Stelis vulcani Rchb.f.
- Stelis vulpecula Luer & R.Escobar
- Stelis wagneri (Schltr.) Pridgeon & M.W.Chase
- Stelis walteri Schltr.
- Stelis weberbaueri Schltr.
- Stelis weddelliana (Rchb.f.) Pridgeon & M.W.Chase
- Stelis wendtii Solano
- Stelis wercklei Schltr.
- Stelis werneri Schltr.
- Stelis wilhelmii Luer
- Stelis williamsii Ames
- Stelis xanthantha Schltr.
- Stelis xenica Luer & R.Escobar
- Stelis xerophila (Schltr.) Soto Arenas
- Stelis ximenae Luer & Hirtz
- Stelis xiphizusa (Rchb.f. & Warsz.) Pridgeon & M.W.Chase
- Stelis xystophora Luer
- Stelis yanganensis Luer & Hirtz
- Stelis zamorae Luer & Hirtz
- Stelis zarumae Luer & Hirtz
- Stelis zelenkoi Luer & Hirtz
- Stelis zigzag Luer & Hirtz
- Stelis zothecula Luer
- Stelis zunagensis (Luer & Hirtz) Pridgeon & M.W.Chase